# 里巴鯪
里巴鯪（学名：Cirrhinus reba）為輻鰭魚綱鯉形目鯉科的一個種，分布於亞洲印度、巴基斯坦、孟加拉、緬甸及尼泊爾，體長可達35公分，棲息在中底層水域。